# Polstead
Polstead is een civil parish in het bestuurlijke gebied Babergh, in het Engelse graafschap Suffolk. In 2001 telde het civil parish 808 inwoners. De parish omvat de gehuchten Mill Street, Polstead Heath, Hadleigh Heath, Whitestreet Green en Bower House Tye. Polstead komt in het Domesday Book (1086) voor als 'Polesteda'.